# Grigory Aroutiounov
Grigory Artemievitch Aroutiounov ou Grigor Artemi Harutyunyan (en arménien : Գրիգոր Արտեմի Հարությունյան (Հարությունով) ; en russe : Григроий Артемьевич Арутинов), né le 7 novembre 1900 à Telavi et mort le 9 novembre 1957, est le premier secrétaire du Parti communiste de la RSS d'Arménie du 24 septembre 1937 au 12 mars 1953. Son mandat de premier secrétaire fut le plus long de l'histoire de la RSS d'Arménie. Il incarne le stalinisme en Arménie

## Biographie

### Formation et jeunesse
Aroutiounov naît le 7 novembre 1900 à Telavi, alors dans l'Empire russe, dans la famille d'un petit marchand et viticulteur. En 1911, il entre au gymnasium russe de Telavi. Il rejoint le Parti communiste de l'URSS en 1919 où il se lie avec Béria alors militant bolchéviket est arrêté par les autorités géorgiennes en 1920.
	Avec l'établissement du pouvoir soviétique en Géorgie, il devient le chef du département de propagande du comité de district de Telavi du Parti communiste de Géorgie. En 1922, il part étudier à Moscou, à l'Institut d'économie nationale Karl Marx de Moscou. En 1924, il est rappelé en Géorgie et occupe divers postes dans au sein du Parti communiste en Géorgie, devenant finalement secrétaire du comité du parti de la ville de Tiflis (actuelle Tbilissi) en 1934.

### Chef de l'Arménie soviétique
Pendant les Grandes Purges, le frère d'Aroutiounov, Sergo, et son beau-frère Artyom Geurkov, sont arrêtés et abattus en Géorgie.
Le 15 septembre 1937, lors d'un plénum extraordinaire du Comité central du Parti communiste d'Arménie, Aroutiounov est élu premier secrétaire du Comité central du Parti communiste d'Arménie. Le prédécesseur d'Aroutiounov, Amatuni Amatuni, est arrêté le 23 septembre puis fusillé. Aroutiounov est recommandé à ce poste par son patron au sein de la structure du parti géorgien, Lavrenti Beria. Aroutiounov n'a jamais vécu en Arménie avant sa nomination et ne connaît pas non plus la langue arménienne.
Pendant le mandat de ce dernier, l'Arménie connaît une expansion agricole et industrielle considérable, la capitale Erevan en particulier bénéficiant d'une croissance et d'un développement significatifs. L'Académie nationale arménienne des sciences est fondée et la construction du bâtiment principal du Matenadaran commence. En mars 1942, Lavrenti Beria le propose pour devenir commissaire du peuple au transport, ce que Staline refuse en déclarant : « Vous vous imaginez que j'accepterai la candidature d'Arutinov que Beria cherche de toute force à m'imposer, jamais je n'y consentirai ». De 1946 à 1948, quelque 100 000 Arméniens vivant dans la diaspora arménienne immigrent en Arménie soviétique, bien que certains aient été déportés en Sibérie,. En 1945, Aroutiounov demande en vain à Joseph Staline de rattacher l'oblast autonome du Haut-Karabakh à majorité arménienne, qui faisait partie de la RSS d'Azerbaïdjan, à l'Arménie soviétique. Aroutiounov quant à lui espérait qu'entre 350 000 et 400 000 arméniens puissent être absorbés au sein de la population de l'Arménie mais que jusqu'à 600 000 puissent venir. La fin de la "Grande guerre Patriotique"en 1945 et l'émergeance de deux blocs antagonistes permettent à Moscou d'à nouveau tolérer l'irrédentisme en Arménie à l'égard de la Turquie. Moscou réclame alors Kars et Ardahan cédés lors du traité de Kars de 1921, Aroutiounov déclare alors qu'il n'y a "aucun droit moral de nous nier cela".  A cet égard il écrit le 15 mai 1945:  "Avant la guerre, dans les années 1939-1940, en Arménie, de nombreuses demandes ont été reçues d'Arméniens résidant à l'étranger, expulsés de l'Arménie turque pendant les années de la guerre impérialiste [Première Guerre Mondiale], sur la possibilité de leur retour dans leur patrie, l'Arménie soviétique. Dans les années de la Grande Guerre Patriotique [Seconde Guerre Mondiale], en lien avec l'affirmation de l'autorité de l'Union Soviétique à l'étranger, cet effort est une fois à nouveau en augmentation."
En 1949, sous les ordres du KGB, environ 12 000 personnes sont relocalisées de force d'Arménie dans le kraï de l'Altaï. Après la mort de Staline en 1953, le Comité central du Parti communiste d'Arménie adopte une décision autorisant les survivants de la déportation à retourner en Arménie. 
Après l'arrestation de Lavrenti Beria en juin 1953, Aroutiounov fait l'objet de vives critiques en raison de son association avec Beria. Lors de la réunion du plénum du Comité central du Parti communiste d'Arménie le 28 novembre 1953, il est démis de ses fonctions de premier secrétaire et remplacé par Suren Tovmasyan,.
Après avoir été démis de ses fonctions, Aroutiounov devient président d'un sovkhoze près d'Erevan. Il meurt d'une crise cardiaque à Tbilissi en RSS de Géorgie le 9 novembre 1957.

### Vie privée
Arutyunov se marie à Nina Geurkov. Ils n'ont pas d'enfants, mais adopte Nami Geurkov, la fille du frère de Nina, Artyom Geurkov, exécuté en 1937. Nami Geurkov épouse Alexeï Mikoïan, fils d'Anastase Mikoïan, et donne naissance au musicien russe Stas Namin.